# Miranda Richardson

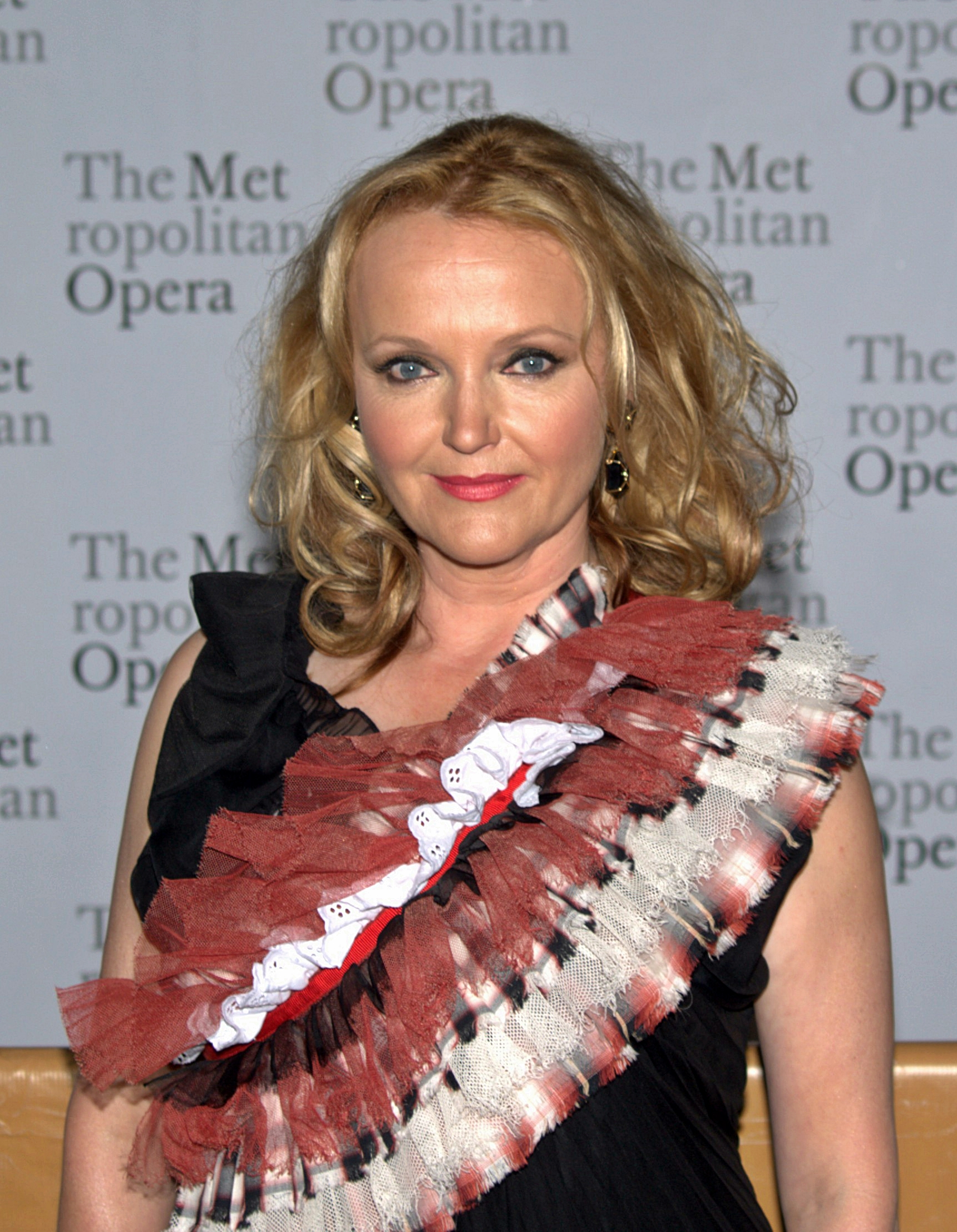
Miranda Richardson (2010)

Miranda Jane Richardson (* 3. März 1958 in Southport, England) ist eine britische Schauspielerin.

## Leben
Der Vater von Miranda Richardson, William Alan Richardson, war leitender Angestellter in einem Bekleidungshaus. Ihre Schwester Leslie wurde 1949 geboren.
Bereits in früher Jugend trat Miranda Richardson in Schulaufführungen auf und zeigte hier schon ausgesprochenes Talent. Im Alter von 17 Jahren verließ sie die Schule mit dem Ziel, Tierärztin zu werden. Allerdings zog sie auch in Erwägung, englische Literatur an einer Hochschule zu studieren. Sie entschied, sich auf das Drama zu konzentrieren und an der Bristol Old Vic Theatre School (wie viele bekannte britische Schauspieler) einzuschreiben. Nach drei Jahren machte sie ihren Abschluss und wechselte ins Repertoiretheater.
Nach ihrem Filmdebüt in Dance with a Stranger aus dem Jahr 1985 war sie zwei Jahre darauf in Steven Spielbergs Filmdrama Das Reich der Sonne in einer größeren Nebenrolle zu sehen, womit ihr der internationale Durchbruch gelang. Die Jahre darauf folgten eine Reihe weiterer Filme, in denen Richardson führende Rollen übernahm, wie Tim Burtons Sleepy Hollow, Kansas City, The Crying Game und Verzauberter April, wofür Richardson mit dem Golden Globe ausgezeichnet wurde. Dem jüngeren Publikum ist sie vor allem durch ihre Rolle als Skandalreporterin Rita Kimmkorn aus den Harry-Potter-Filmen bekannt.
Neben ihrer Filmkarriere machte sie sich in Großbritannien auch als Fernsehdarstellerin einen Namen. So spielte sie in der zweiten Staffel der Serie Blackadder die Rolle von Königin Elisabeth I. In einer Folge von The Storyteller trat sie in einer Gastrolle als Hexe auf. Zudem spielte sie 2006 in der Sitcom The Life and Times of Vivienne Vyle neben Jennifer Saunders eine der Hauptrollen.
Miranda Richardson lebt gegenwärtig mit ihren vier Haustieren im Westen Londons.

## Filmografie
- 1985: Dance with a Stranger
- 1986: Blackadder (Fernsehserie)
- 1987: Eat the Rich
- 1987: Das Reich der Sonne (Empire of the Sun)
- 1991: Der Badearzt (Mio caro dottor Gräsler)
- 1991: Verzauberter April (Enchanted April)
- 1992: The Crying Game
- 1992: Verhängnis (Damage)
- 1993: The Line, the Cross and the Curve[1]
- 1994: Tom & Viv
- 1994: Vaterland (Fatherland)
- 1994, 2004: Absolutely Fabulous (Fernsehserie, 2 Folgen)
- 1996: Das Geheimnis der Mary Swann (Swann)
- 1996: Kansas City
- 1996: Jahre der Zärtlichkeit – Die Geschichte geht weiter (The Evening Star)
- 1997: Apostel! (The Apostle)
- 1998: Merlin
- 1999: Die Akte Romero (The Big Brass Ring)
- 1999: Sleepy Hollow
- 1999: Der König und ich (The King and I, Stimme)
- 1999: Alice im Wunderland (Alice in Wonderland) (Fernsehfilm)
- 2000: Chicken Run – Hennen rennen (Chicken Run)
- 2000: Get Carter – Die Wahrheit tut weh (Get Carter)
- 2000: Der Mann der 1000 Wunder (The Miracle Maker – The Story of Jesus)
- 2001: Snow White (Fernsehfilm)
- 2002: The Hours
- 2002: Spider
- 2003: Falling Angels
- 2003: The Actors
- 2004: Das Phantom der Oper (The Phantom of the Opera)
- 2004: Der Prinz & ich (The Prince & Me)
- 2004: Churchill: The Hollywood Years
- 2005: Harry Potter und der Feuerkelch (Harry Potter and the Goblet of Fire)
- 2005: Gideon’s Daughter
- 2005: Midsummer Dream
- 2005: Merlin 2 – Der letzte Zauberer (Merlin’s Apprentice)
- 2006: Paris, je t’aime
- 2006: Provoked: A True Story
- 2007: Die Gebrüder Weihnachtsmann (Fred Claus)
- 2007: Southland Tales (Southland Tales)
- 2007: The Life and Times of Vivienne Vyle (Fernsehserie, 6 Folgen)
- 2009: Victoria, die junge Königin (The Young Victoria)
- 2010: Harry Potter und die Heiligtümer des Todes – Teil 1 (Harry Potter and the Deathly Hallows: Part 1)
- 2010: We Want Sex (Made in Dagenham)
- 2012: Die Tore der Welt (World Without End, Fernsehvierteiler/Mini-Serie)
- 2012: Parade’s End – Der letzte Gentleman (Parade’s End, Miniserie, 5 Episoden)
- 2013: Dido Elizabeth Belle (Belle)
- 2014: Testament of Youth
- 2015: Und dann gabs keines mehr (And Then There Were None, Miniserie, 2 Episoden)
- 2015: An Inspector Calls (Fernsehfilm)
- 2017: iBoy
- 2017: Churchill
- 2017: Stronger
- 2019: Curfew (Fernsehserie, 7 Episoden)
- seit 2019: Good Omens (Fernsehserie)
- 2020: Besser wird’s nicht (Rams)
- 2022: Fate: The Winx Saga (Fernsehserie, 5 Episoden)
- 2023: Chicken Run: Operation Nugget (Chicken Run: Dawn of the Nugget, Stimme)

## Auszeichnungen
Oscar
- Nominierungen

1993: Beste Nebendarstellerin (Verhängnis)
1995: Beste Hauptdarstellerin (Tom & Viv)
BAFTA Award
- Auszeichnung

1993: Beste Nebendarstellerin (Verhängnis)
- Nominierungen

1988: Beste Fernsehschauspielerin (Screen Two: After Pilkington)
1993: Beste Nebendarstellerin (The Crying Game)
1994: Beste Hauptdarstellerin (Tom & Viv)
1998: Beste Fernsehschauspielerin (A Dance to the Music of Time)
2004: Beste Fernsehschauspielerin (The Lost Prince)
Blockbuster Entertainment Award
2000: Beliebteste Nebendarstellerin – Horror (Sleepy Hollow)
Evening Standard British Film Award
1986: Beste Schauspielerin (Dance with a Stranger – Geliebt bis in den Tod)
Golden Globe Award
- Auszeichnungen

1993: Beste Hauptdarstellerin – Komödie oder Musical (Verzauberter April)
1995: Beste Nebendarstellerin – Serie, Mini-Serie oder TV-Film (Vaterland)
- Nominierungen

1993: Beste Nebendarstellerin (Verhängnis)
1995: Beste Hauptdarstellerin – Drama (Tom & Viv)
1999: Beste Hauptdarstellerin – Mini-Serie oder TV-Film (Merlin)
2000: Beste Nebendarstellerin – Serie, Mini-Serie oder TV-Film (Die Akte Romero)
2005: Beste Hauptdarstellerin – Mini-Serie oder TV-Film (The Lost Prince)
Hamptons International Film Festival
2005: Golden Starfish Award für ihr Lebenswerk
London Critics’ Circle Film Award
- Auszeichnung

1994: Britische Schauspielerin des Jahres (Verhängnis)
- Nominierungen

2000: Britische Schauspielerin des Jahres (Der König und ich)
2003: Britische Schauspielerin des Jahres (Spider)
National Board of Review
1994: Beste Hauptdarstellerin (Tom & Viv)
New York Film Critics Circle Award
1992: Beste Nebendarstellerin (The Crying Game; Verzauberter April; Verhängnis)
Royal Television Society
- Auszeichnung

1988: Beste weibliche Darbietung (Screen Two: Sweet as You Are)
- Nominierung

1998: Beste Schauspielerin (A Dance to the Music of Time)
San Francisco Film Critics Circle
2002: Beste Nebendarstellerin (Spider)
Sant Jordi
2003: Beste ausländische Schauspielerin (Spider)
Society of Texas Film Critics
1996: Beste Nebendarstellerin (Jahre der Zärtlichkeit; Kansas City)
Toronto Film Critics Association
2003: Beste Nebendarstellerin (Spider)